# Décès en 1015
Décès
- 1011
- 1012
- 1013
- 1014
- 1015
- 1016
- 1017
- 1018
- 1019

Cette page dresse une liste de personnalités mortes au cours de l'année 1015 :
- 31 mars - 31 mai : Ernest Ier duc de Souabe[1].
- 22 avril : Rotboald II de Provence, comte de Provence.
- 15 juillet : Vladimir Ier, grand-prince de Kiev.
- Août ou septembre : Gabriel Radomir, tsar de Bulgarie assassiné.
- 1er septembre : Gero II, margrave de la Marche de l’Est saxonne.
- 8 septembre : Raoul d'Ivry, demi-frère du duc de Normandie Richard Ier.
- 12 septembre : Lambert Ier de Louvain, comte de Louvain et de Bruxelles.
- 30 octobre[2] ou 14 décembre[3] : Arduin d’Ivrée, roi d'Italie.

- Æthelmær Cild, ealdorman et fils de Æthelweard.
- Boris et Gleb, premiers saints canonisés de la principauté de Kiev (Rus' de Kiev).
- Abu Imran al-Fasi (en), écrivain marocain.
- Ibn Furak, imam musulman, théologien Asharite, spécialiste de la langue arabe (grammarien et poète).
- Gabriel Radomir, empereur de Bulgarie.
- Irène de Larissa (en), Tsaritsa (en) de Bulgarie.
- Liu Zong (en), notable chinois.
- Masawaih al-Mardini, médecin syrien.
- Morcar, thegn d'Æthelred le Malavisé.
- Muircheartach mac Con Ceartaich Mac Liag (en), poète irlandais.
- Pons Ier de Marseille, évêque de Marseille.
- Alvito Nunes, comte de Portugal.
- Owain, roi de Cumbria.
- Sharif Razi (en), enseignant et poète chiiste.
- Sigeferth, thegn d'Æthelred le Malavisé.
- Sumarlidi Sigurdsson, Jarl d'un tier des Orcades.
- Vikramaditya V (en), roi des Chalukya occidentaux.

## Crédit d'auteurs
- Cet article est partiellement ou en totalité issu de l'article intitulé « 1015 » (voir la liste des auteurs).